# 梁王山
梁王山古称装山，又名罗藏山，位于中国云南省中部呈贡区与澄江县交界处，距昆明市区40公里，距澂江县城12公里，海拔2820米，为滇中第一高峰。天气晴朗时，在山上可以远眺滇池、抚仙湖、阳宗海，号为“一山观三海”。著名的旅游胜地。目前梁王山拟申报设立省级森林公园，预计2015年达到省级森林公园标准，2020年达到国家级森林公园标准。